# Jello Chat
Jello，是一款全球通用的通訊軟體，以免費通話傳訊、高隱私、無痕、塗鴉、自製貼圖/GIF、串連街口電子支付轉帳/發紅包為產品特色。
Jello 自2019年1月31日起交由街口接管營運，隸屬於街口金融科技股份有限公司。
Jello於2019年12月請到韓國女團少女時代的成員潤娥擔任品牌代言人。 潤娥除了為Jello拍攝廣告以外，也在12月13日的品牌代言人記者會親自分享Jello的使用心得，品牌當天亦邀請40位粉絲入場，近距離感受潤娥的女神魅力。
2020年2月，街口電子支付宣布今年紅包活動將在甫宣布由亞洲女神潤娥代言的即時通訊軟體Jello上進行，延續去年由街口電子支付開啟的「數位紅包」風潮，自1月17日起至農曆年期間，共發起四波搶紅包活動，主打人人都有多個紅包可以領，甚至會發出四個百萬紅包！
2020年5月 Jello 預告即將於下半年推出「頻道」功能，除了基本的發送訊息，將串接街口支付金流，讓頻道管理員在聊天室中可以開直播、直接下單購買，主打沒有廣告且服務完全免費。。
2022年7月28日，因應街口集團營運策略調整，於10:00終止服務。

## 特色與功能
- 好友邀請制度：在第一次與他人聊天傳訊前，需先發送好友邀請，對方收到後可選擇接受或拒絕，接受後才正式成為好友可以開始進行聊天通訊，若拒絕則無法傳送訊息給該用戶。
- 通話傳訊：包含傳送文字、語音、相片、影片、短影片、貼圖、GIF、連結等訊息，並可撥打視訊及語音通話。
- 無痕收回：收回訊息後並不會顯示對方/自己收回訊息的相關提示。
- 無痕退群：退出群組並不會顯示某人退出群組的相關訊息提示。
- 語音訊息連播：傳送出的連續語音訊息，點擊第一則，會自動在播放完畢後播放下一則。
- 悄悄話模式：於訊息欄右滑切換到悄悄話模式後，在對方未點開前顯示為悄悄話訊息，並會在對方點擊後顯示文字內容並開始倒數計時，會於設定秒數後消失。
- 塗鴉：塗鴉功能分享讓用戶能行在Jello上繪圖，並有空白及其他模板可選擇。傳出後的塗鴉為一張動態貼圖，並在點擊後會照繪圖筆順播放。
- 免費貼圖/GIF：創作者上傳原創貼圖並經審核通過後，可供使用者下載。並可於貼圖欄位選擇GIF，輸入關鍵字搜尋，點選發送。
- 自製貼圖/GIF：聊天室中的圖片/貼圖/GIF可長按後點選新增為貼圖，便會收藏在自己的貼圖列表；亦可直接從相簿上傳圖片/GIF，成為自製貼圖。
- 群組管理：提供代碼建立群組的方式，在時間內產生專屬代碼，他人輸入即可直接加入。並有群組管理員權限，可設定他人是否有加人及踢人的權限。
- 連結街口電子支付帳戶：可綁定或直接在Jello申請街口帳戶，即可使用錢包相關功能，包含付款/收款/儲值/即時提領，並可和其他Jello用戶轉帳/發紅包。[8][9][10]

## 品牌代言人記者會

### 品牌特色
Jello於2019年12月13日舉辦品牌代言人記者會，邀請亞洲女神潤娥出席，並由楊千霈擔任主持人。街口金融科技股份有限公司執行長胡亦嘉在記者會介紹Jello的四大特點：1. 隱私、2. 貼心、3. 有趣、4. 無干擾。所謂的注重用戶隱私就是需事先經用戶同意加好友，才能開啟對話的機制，至於貼心則是語音訊息連續播放、無痕退群、和收回訊息等設計讓語音訊息更方便，且特殊的無痕模式，讓用戶不再需要顧慮許多尷尬情境。訊息倒數消失、自製貼圖、手繪貼圖等功能，都替對話增添個性化與趣味性。最重要的無干擾，那就是無廣告、促銷推廣訊息、商家帳號等，讓用戶不再被無關的訊息干擾。

### 未來展望
街口執行長胡亦嘉表示，未來街口支付APP將以支付、金融為主，Jello接棒街口生態中的轉帳功能，進入社交場景。而街口獨有的優勢是已經與所有銀行帳戶串聯好，用戶綁定銀行帳戶後，轉帳方便且無手續費。根據金管會今年10月統計數據，街口支付在當月轉帳金額累積達新台幣8億元規模，一舉超越其他電子支付業者總和兩倍。未來除了以街口支付聚焦各類消費金融支付，將由Jello接手轉帳與發紅包功能，接下來更預期轉帳金額會加倍成長，同時也會讓Jello持續擴展東南亞市場。

## 爭議
Jello上架後因有心人士未獲創作者授權就盜用貼圖上傳平台，Jello未在第一時間做好把關與侵權處理，引發創作者的反彈，產生智慧財產權爭議。在創作者的聯合聲明後，在台的合作對象街口負責人表示，兩者僅為合作關係，已和Jello密切聯繫處理後續事宜。
街口電子支付街口金融科技股份有限公司宣布自1月31日起，接管Jello在台營運，並下架所有有疑慮的貼圖，2月2日宣布即日起下架，街口過年紅包瘋狂送活動取消，並對於審核機制不周全而影響創作者的權益表達歉意。